# Почесна грамота Президії Верховної Ради УРСР
Поче́сна Гра́мота Прези́дії Верхо́вної Ра́ди Украї́нської РСР — державна нагорода Української Радянської Соціалістичної Республіки

## Опис
Почесна Грамота Президії Верховної Ради УРСР — державна нагорода Української РСР, якою відмічалися окремі громадяни, підприємства, установи, організації, трудові колективи та населенні пункти за успіхи у розвитку народного господарства, науки й культури, за активну трудову та суспільно-політичну діяльність, а також за інші заслуги.
Почесною Грамотою Президії Верховної Ради УРСР нагороджувалися також військові частини та формування за високі показники у бойовій та політичній підготовці, активну участь у виконанні народно-господарчих завдань.

## Нагородження
Згідно з пунктом 10 статті 108 Конституції Української РСР, нагородження Почесною Грамотою Президії Верховної Ради УРСР проводилося Президією Верховної Ради Української РСР.
Порядок представлення до нагородження Почесної Грамоти, її вручення регулювалося Положенням про державні нагороди УРСР, затвердженим 7 травня 1981 року.
Нагрудний знак до Почесної Грамоти носився на правій стороні грудей. Після смерті нагородженого Почесною Грамотою й нагрудний знак залишалися в сім'ї покійного.
Лишити цієї нагороди могла лише Президія Верховної Ради УРСР.
Нагородження проводилося з 1944 року.
15 листопада 1988 року Президією Верховної Ради  УРСР було прийнято постанову про вдосконалення порядку нагородження державними нагородами УРСР, якою, зокрема, було припинено нагородження Почесною Грамотою Президії ВР УРСР  районів, міст та інших населених пунктів, трудових колективів. Указом Президії Верховної Ради  УРСР від 20 квітня 1989 року до Положення про державні нагороди  УРСР внесені зміни й доповнення, якими ліквідовано нагородження державними нагородами  УРСР підприємств, об'єднань, установ, організацій, військових частин, районів, міст, селищ і сіл УРСР.